# Svatyně Kamo
Svatyně Kamo jsou dvě šintoistické svatyně, Kamigamo Džindža (japonsky: 上賀茂神社) a Šimogamo Džindža (下賀茂神社), v Kjótu v Japonsku. Patří mezi nejstarší svatyně v zemi. Obě jsou zasvěceny božstvu (kami) hromu a obě mají výsadní postavení během svátku Aoi, který se koná v květnu a zahrnuje procesí mezi svatyněmi, koňské závody a lukostřelbu jabusame. Od roku 1994 jsou svatyně spolu s několika dalšími památkami v Kjótu zapsány na Seznam světového dědictví UNESCO pod názvem „Památky na starobylé Kjóto“.

## Svatyně Kamigamo
Svatyně Kamigamo, jejíž jméno znamená „vyšší“ nebo „horní svatyně Kamo“, je mladší než Šimogamo a má své kořeny v 7. století. Její známá budova Haiden byla přestavěna v roce 1628. V areálu se nachází množství rezidencí šintoistických kněží a jedna z nich, Dům Nišimura, je přístupná veřejnosti. Svatyně Kamigamo je také známá jako svatyně Kamowakeikazuči (賀茂別雷神社, Kamowakeikazuči džindža).

## Svatyně Šimogamo

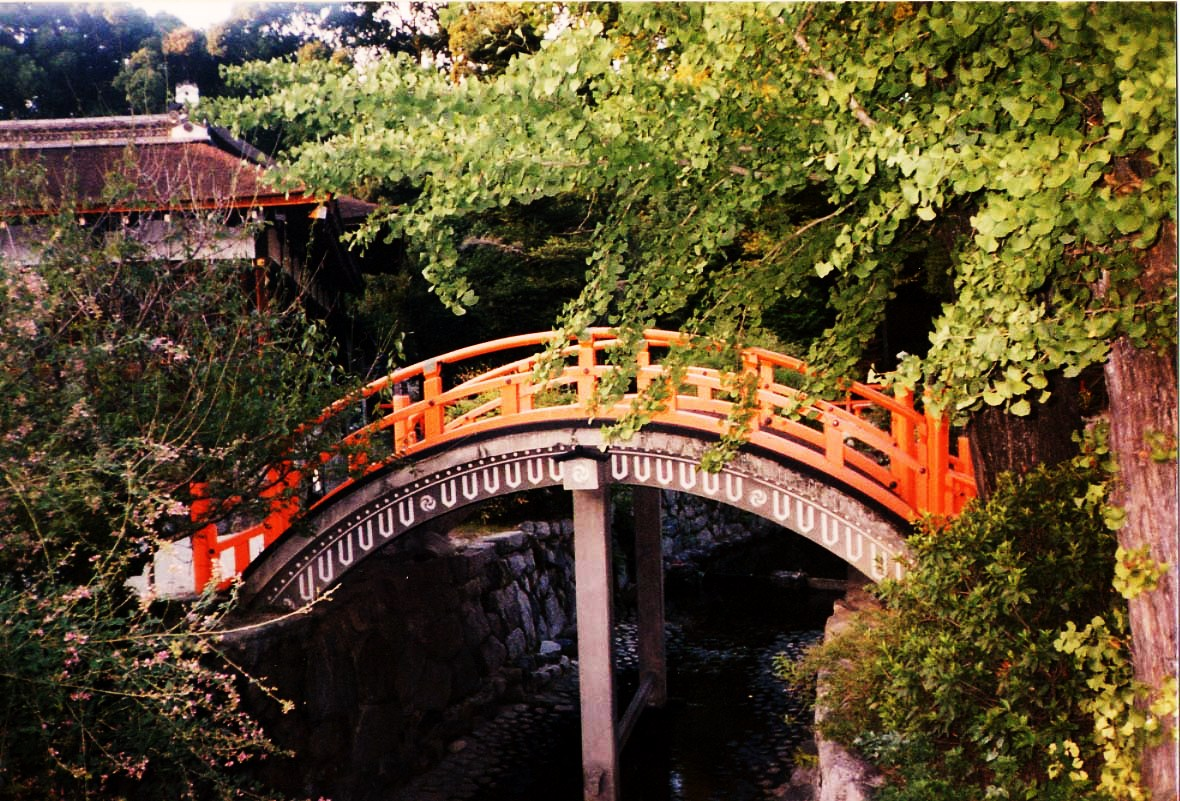
most u Shimogamo svatyně

Dále na jih leží Svatyně Šimogamo („dolní svatyně Kamo“), která je zřejmě o sto let starší než Kamigamo, tedy ze 6. století. Je také známá jako svatyně Kamomioja (賀茂御祖神社, Kamomioja džindža) a byla původně postavena, aby chránila tehdy nové hlavní město Heian-kjó (Kjóto). Od té doby se stala jednou z hlavních svatyní v oblasti a byla pověřena důležitým úkolem zajišťovat úspěch každoroční sklizně rýže. Svatyně Šimogamo se nachází v Tadasu no Mori (糺の森), „Lese pravdy“, původním pralese, který nikdy nebyl kácen. I když les utrpěl určité škody během válek, v kterých bylo Kjóto vypáleno, vždy se z nich vzpamatoval a je považován za původní prales, do kterého člověk nikdy nezasahoval.

## Fotogalerie

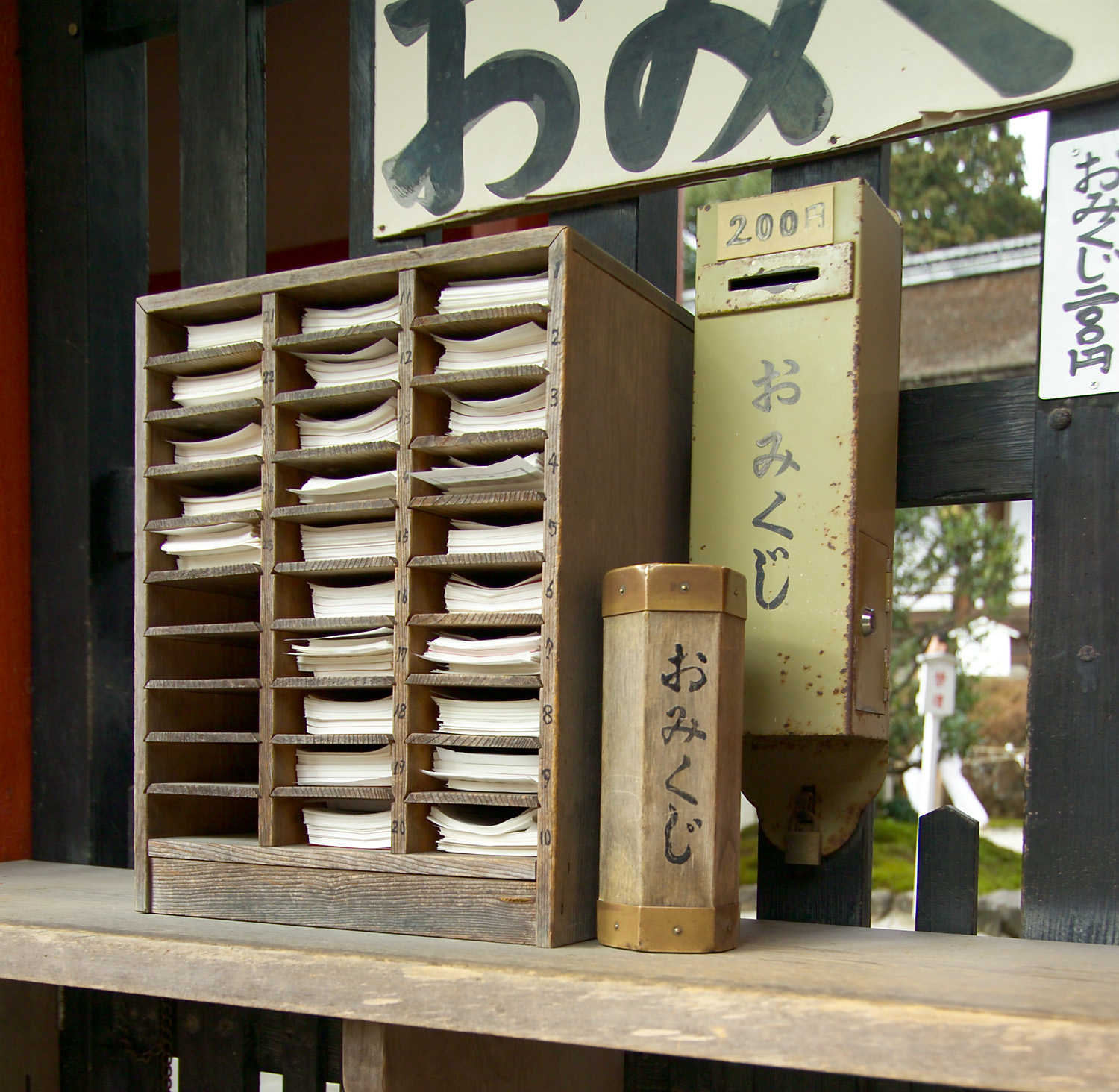
Omikudži ve svatyni Kamigamo
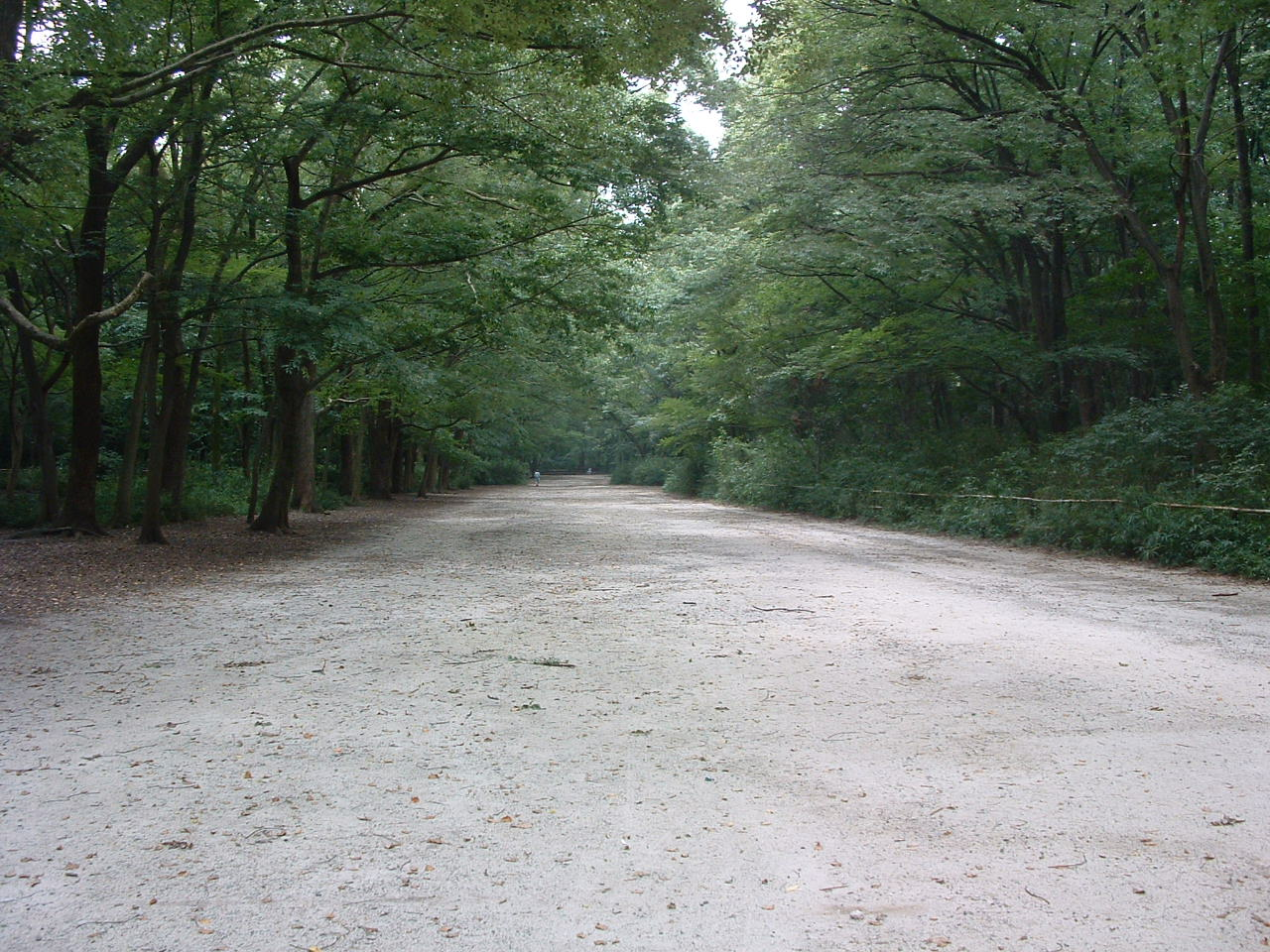
Tadasu no Mori, „Les, v kterém jsou lži odkryty“
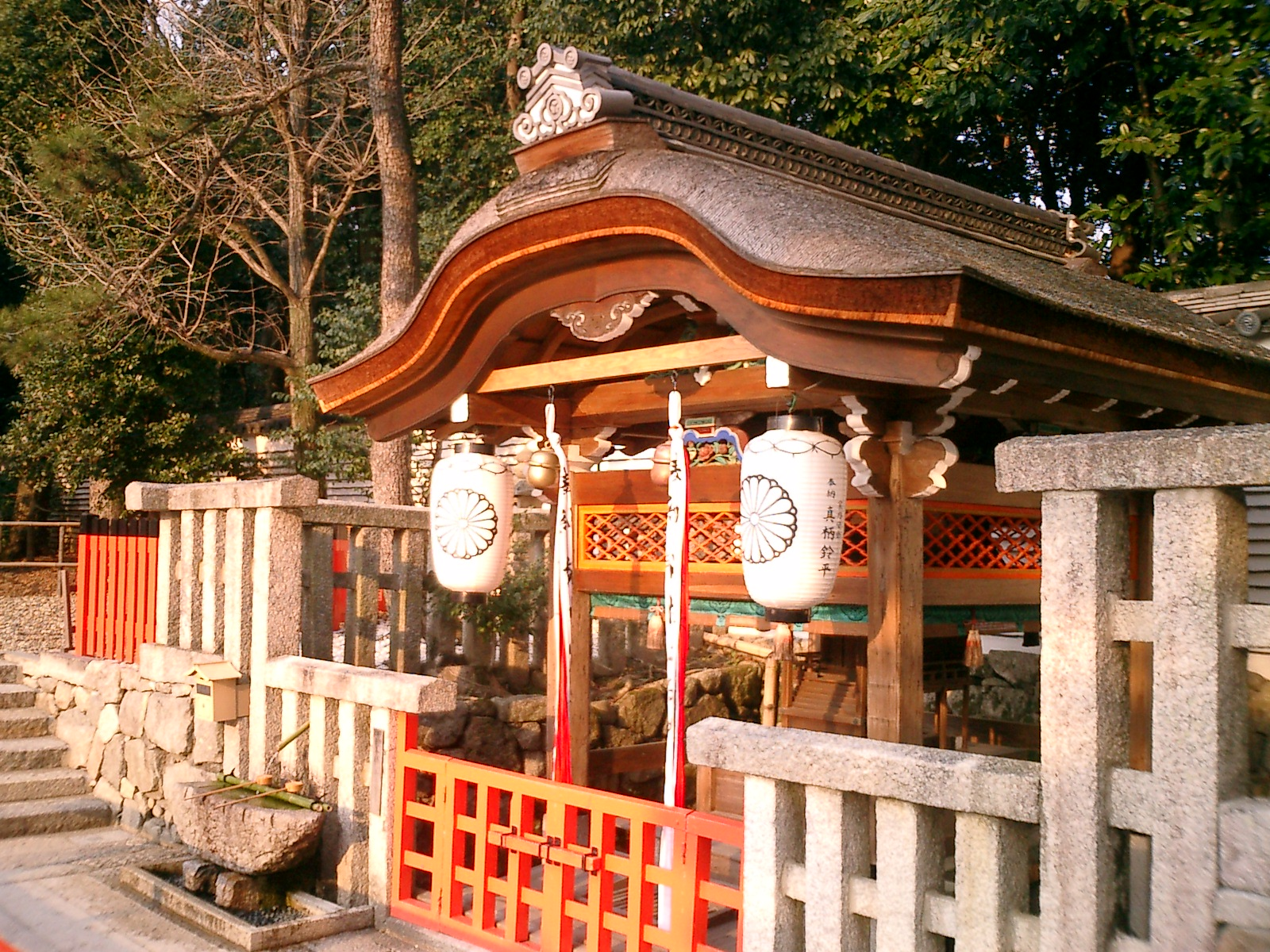
Mitarasiša svatyně Šimogamo